# Michael Beinhorn
Michael Beinhorn är en amerikansk musiker och skivproducent (främst inom rock). 
Beinhorn har arbetat med artister och grupper som Red Hot Chili Peppers, Soundgarden, Hole, Marilyn Manson och Fuel. 1999 fick han en Grammy-nominering för årets producent.